# Dryadella
Dryadella – rodzaj roślin z rodziny storczykowatych (Orchidaceae). Obejmuje 61 gatunków wystęujących w Ameryce Południowej i Środkowej w takich krajach jak: Belize, Boliwia, Brazylia, Kolumbia, Kostaryka, Ekwador, Salwador, Gwatemala, Honduras, Meksyk, Nikaragua, Panama, Paragwaj, Peru, Wenezuela.

## Systematyka
Rodzaj sklasyfikowany do podplemienia Pleurothallidinae w plemieniu Epidendreae, podrodzina epidendronowe (Epidendroideae), rodzina storczykowate (Orchidaceae), rząd szparagowce (Asparagales) w obrębie roślin jednoliściennych.
Wykaz gatunków
- Dryadella albicans (Luer) Luer
- Dryadella ana-paulae V.P.Castro, B.P.Faria & A.D.Santana
- Dryadella ataleiensis Campacci
- Dryadella aurea Luer & Hirtz
- Dryadella auriculigera (Rchb.f.) Luer
- Dryadella aviceps (Rchb.f.) Luer
- Dryadella barrowii Luer
- Dryadella butcheri Luer
- Dryadella cardosoi Campacci & J.B.F.Silva
- Dryadella catharinensis Imig, Mancinelli & E.C.Smidt
- Dryadella clavellata Luer & Hirtz
- Dryadella crassicaudata Luer
- Dryadella crenulata (Pabst) Luer
- Dryadella cristata Luer & R.Escobar
- Dryadella cuspidata Luer & Hirtz
- Dryadella dodsonii Luer
- Dryadella dressleri Luer
- Dryadella edwallii (Cogn.) Luer
- Dryadella elata (Luer) Luer
- Dryadella espirito-santensis (Pabst) Luer
- Dryadella fuchsii Luer
- Dryadella gnoma (Luer) Luer
- Dryadella gomes-ferreirae (Pabst) Luer
- Dryadella greenwoodiana Soto Arenas, Salazar & Solano
- Dryadella guatemalensis (Schltr.) Luer
- Dryadella hirtzii Luer
- Dryadella kautskyi (Pabst) Luer
- Dryadella krenakiana Campacci
- Dryadella lilliputiana (Cogn.) Luer
- Dryadella linearifolia (Ames) Luer
- Dryadella litoralis Campacci
- Dryadella lueriana Carnevali & G.A.Romero
- Dryadella marilyniana Luer
- Dryadella marsupiata Luer
- Dryadella meiracyllium (Rchb.f.) Luer
- Dryadella minuscula Luer & R.Escobar
- Dryadella mocoana Luer & R.Escobar
- Dryadella nasuta Luer & Hirtz
- Dryadella nortonii Luer
- Dryadella odontostele Luer
- Dryadella osmariniana (Braga) Garay & Dunst.
- Dryadella pachyrhiza Luer & Hirtz
- Dryadella perpusilla (Kraenzl.) Luer
- Dryadella pusiola (Rchb.f.) Luer
- Dryadella rodrigoi Luer
- Dryadella sapucaiensis Campacci & S.L.X.Tobias
- Dryadella simula (Rchb.f.) Luer
- Dryadella sororcula Luer
- Dryadella speculifera Vierling
- Dryadella sublata Luer & J.Portilla
- Dryadella summersii (L.O.Williams) Luer
- Dryadella susanae (Pabst) Luer
- Dryadella toscanoi Luer
- Dryadella vasquezii Luer
- Dryadella verrucosa Luer & R.Escobar
- Dryadella vitorinoi Luer & Toscano
- Dryadella werneri Luer
- Dryadella wuerstlei Luer
- Dryadella xavieriana Campacci & C.R.M.Silva
- Dryadella yupanki (Luer & R.Vásquez) Karremans
- Dryadella zebrina (Porsch) Luer